# Maanam
Maanam là một ban nhạc rock người Ba Lan hoạt động từ năm 1976 đến 2007.

## Lịch sử hoạt động
Maanam được thành lập bởi Marek Jackowski và Milo Kurtis vào năm 1975 với tên gọi ban nhạc guitar M-a-M. Năm 1976 nhóm kết nạp tay guitar John Porter và Kora (Olga Jackowska) - vợ của Jackowski. Khi Kurtis rời đi, nhóm đổi tên thành Maanam Elektryczny Prysznic (vòi sen điện Maanam). Khởi đầu với chất liệu acoustic, ban nhạc đã khám phá chất nhạc điện tử vào năm 1980 và kể từ đó đã cho ra đời một số đĩa đơn và album thuộc hàng bán chạy nhất lịch sử âm nhạc Ba Lan trong hơn 25 năm qua.
Ở nửa đầu thập niên 1980, Maanam sở hữu âm thanh post-punk giàu năng lượng do guitar chi phối. Chất giọng của Kora là mẫu điển hình của các nữ ca sĩ nhạc pop nổi tiếng lúc bấy giờ, thẻ hiện một ngôn ngữ tiếng Ba Lan đầy phụ âm thành một chất liệu hoàn hảo lắp ghép với âm thanh của rock. Năm 1988, "Sie ściemnia" của Maanam trở thành video âm nhạc đầu tiên của Ba Lan lên sóng trên kênh MTV quốc tế. Chất âm thanh của Maanam ở thập niên 1980 có thể xem là sự kết hợp giữa Nina Hagen, Siouxsie and the Banshees và Blondie. Ở thập niên 1990, Maanam chuyển sang thứ âm nhạc giàu giai điệu hơn nhưng với âm thanh không kém phần bắt tai.

## Danh sách đĩa nhạc
| Maanam                                                                                | - Phát hành: 1981 - Hãng đĩa: Wifon - Định dạng: LP, CD, CS, tải kĩ thuật số                               | — |                    |
| O!                                                                                    | - Phát hành: 1982 - Hãng đĩa: Pronit - Định dạng: LP, CD, CS, tải kĩ thuật số                              | — |                    |
| Nocny patrol                                                                          | - Phát hành: 19 tháng 11 năm 1983 - Hãng đĩa: Jako/Polton - Định dạng: LP, CD, CS, tải kĩ thuật số         | — |                    |
| Mental Cut                                                                            | - Phát hành: 1984 - Hãng đĩa: Jako/Polskie Nagrania - Định dạng: LP, CD, CS, tải kĩ thuật số               | — |                    |
| Sie ściemnia                                                                          | - Phát hành: 1989 - Hãng đĩa: Pronit - Định dạng: LP, CD, CS, tải kĩ thuật số                              | — |                    |
| Derwisz i anioł                                                                       | - Phát hành: 1991 - Hãng đĩa: Kamiling Co./Arston - Định dạng: LP, CD, CS, tải kĩ thuật số                 | — |                    |
| Róża                                                                                  | - Phát hành: 22 tháng 9 năm 1994 - Hãng đĩa: Kamiling Co./Pomaton - Định dạng: LP, CD, CS, tải kĩ thuật số | — | - POL: 3x Bạch kim |
| Łóżko                                                                                 | - Phát hành: 30 tháng 9 năm 1996 - Hãng đĩa: Pomaton EMI - Định dạng: LP, CD, CS, tải kĩ thuật số          | — | - POL: 2x Bạch kim |
| Klucz                                                                                 | - Phát hành: 28 tháng 9 năm 1998 - Hãng đĩa: Pomaton EMI - Định dạng: CD, CS, tải kĩ thuật số              | — |                    |
| Hotel Nirwana                                                                         | - Phát hành: 3 tháng 3 năm 2001 - Hãng đĩa: Pomaton EMI - Định dạng: CD, CS, tải kĩ thuật số               | 3 |                    |
| Znaki szczególne                                                                      | - Phát hành: 27 tháng 3 năm 2004 - Hãng đĩa: Pomaton EMI - Định dạng: CD, CS, tải kĩ thuật số              | 1 |                    |
| Miłość Jest Cudowna (1975-2015)                                                       | - Phát hành: 16 tháng 10 năm 2015 - Hãng đĩa: Pomaton EMI                                                  |   |                    |
| "—" chỉ một bản nhạc không được phát hành hoặc không được xếp hạng tại thị trường đó. | |   |                    |